# 大塚邦彦
大塚 邦彦（おおつか くにひこ、1933年3月15日 - 2019年2月4日）は、日本の実業家。
ハウス食品3代目代表取締役社長、会長を歴任した。
財団法人浦上食品・食文化振興財団創設者の一人であり、副理事長も務めた。

## 略歴
- 1933年 - 大阪府に生まれる。
- 1955年 - 和歌山大学学芸学部卒業。ハウスカレー浦上商店（現・ハウス食品グループ本社）入社
- 1971年 - 取締役
- 1974年 - 常務取締役
- 1977年 - 専務取締役
- 1979年 - 取締役副社長
  - 副社長時代の1984年11月、グリコ・森永事件でハウス食品にも脅迫状が届いた。その際の責任者。
- 1985年8月12日に当時社長であった浦上郁夫が日本航空123便墜落事故で事故死。3代目社長に就任。
- 1998年 - 取締役会長
- 2000年 - ハウス食品の取締役を退任
- 2019年 - 死去、85歳没[1]。